# 长梗黄花稔
长梗黄花稔（学名：Sida cordata）为锦葵科黄花稔属下的一个种。种名cordata意为心形的。